# 親衛隊名誉指導者
親衛隊名誉指導者（しんえいたいめいよしどうしゃ、独: SS-Ehrenführer）は、かつてドイツに存在した称号で、親衛隊全国指導者のハインリヒ・ヒムラーが1933年1月に導入した親衛隊の名誉称号を指す。親衛隊名誉指導者の称号は、公共のため、また親衛隊のために貢献のあった場合に授与されるものである。

## 概説
名誉指導者という称号は、1933年来、ナチ党のすべての組織において存在していた。目的は、党の広範囲な後援者、また社会的に影響力のある人物に報いるためである。彼らはナチ党に入党することなく、またナチ党のいずれの組織に入ることなし、この名誉称号を持って報いられた。功績のあった党員にもこの名誉称号が授与された。例えば、ヘルマン・ゲーリングは突撃隊の「フェルトヘレンハレ」連隊（de）の名誉連隊指導者（Ehrenstandartenführer）であった。

## 歴史
親衛隊名誉指導者の称号は1933年1月1日に初めて親衛隊員ではないルドルフ・ヘスに授与された。彼はこの日より親衛隊大将の制服を着用することが許された。親衛隊名誉指導者の唯一の義務は、特別な機会に親衛隊の制服を着用することと親衛隊全国指導者友の会(de)を通じて親衛隊を財政的に支援することである。親衛隊名誉指導者の制服には正規の隊員が所属部隊や部署のカフタイトル（袖章）が付けられるのと違い、破線のカフタイトルが付けられた。名誉指導者の称号は後には古参の親衛隊員、また功績のあった親衛隊員に授与された。 
また、国防軍や警察から親衛隊に移行する場合には、元の階級のままに勤務できる SS-Rangführer という仕組みもあった。

## 親衛隊名誉指導者

### 親衛隊上級大将
1. フランツ・クサーヴァー・シュヴァルツ  (1938 dem »Stab RFSS« zugeteilt)
2. アルベルト・シュペーア (1944年に授与を提示するが、辞退)
3. ヘルマン・ゲーリング (1945年に提示するが、敗戦のため実行されず)

### 親衛隊大将
1. マックス・アマン (1938 dem »Stab RFSS« zugeteilt)
2. フィリップ・ボウラー (1938 dem »Stab RFSS« zugeteilt)
3. ヴァルター・ブーフ (1938 dem »Stab RFSS« zugeteilt)
4. クルト・ダリューゲ (1938 dem »Stab RFSS« zugeteilt)
5. リヒャルト・ヴァルター・ダレ (1938 dem »Stab RFSS« zugeteilt)
6. アルベルト・フォルスター (1938 dem »Stab RFSS« zugeteilt)
7. コンラート・ヘンライン (1938 dem »Stab RFSS« zugeteilt)
8. ルドルフ・ヘス (1933年にヒトラーにより親衛隊大将の制服着用の権利を得る)
9. ヴェルナー・ローレンツ (1938 dem »Stab RFSS« zugeteilt)
10. マティアス・ブラウアー（Matthias Brauer）(1939: dem »Stab RFSS« zugeteilt)
11. ヴァルター・シュミット (1944: »Persönlicher Stab RFSS«)
12. ジークフリート・タウベルト（Siegfried Taubert）(1944: »Persönlicher Stab RFSS«)
13. ウード・フォン・ヴォイルシュ (1. Januar 1935 - April 1940 dem »Stab RFSS« zugeteilt)
14. コンスタンティン・フォン・ノイラート (1938 dem »Stab RFSS« zugeteilt)

### 親衛隊中将
1. ルドルフ・フォン・アルフェンスレーベン (1938 dem »Stab RFSS« zugeteilt)
2. ハンス・ヴァインライヒ（Hans Weinreich）(1938 dem »Stab RFSS« zugeteilt)
3. オットー・ディートリヒ (1938 dem »Stab RFSS« zugeteilt)
4. ヴィルヘルム・クーベ (1934 der 27. SS-Standarte zugeteilt)
5. ヴィルヘルム・グリム (1938 dem »Stab RFSS« zugeteilt)
6. カール・カウフマン (1938 dem »Stab RFSS« zugeteilt)
7. フリードリヒ・ヒルデブラント（Friedrich Hildebrandt）(1938 dem »Stab RFSS« zugeteilt)
8. カール・フィーラー (1938 dem »Stab RFSS« zugeteilt)
9. ヴィルヘルム・レーパー（Wilhelm Loeper）(1934 der 21. SS-Standarte zugeteilt)
10. カール・ヴァール（Karl Wahl）(1938 dem »Stab RFSS« zugeteilt)
11. ヴィルヘルム・ムル（Wilhelm Murr）(1938 dem »Stab RFSS« zugeteilt)
12. フリッツ・ザウケル (1938 dem »Stab RFSS« zugeteilt)
13. ディートリヒ・クラッゲス（Dietrich Klagges）(1938 dem »Stab RFSS« zugeteilt)
14. レオ・フォン・イェーナ（Leo von Jena）(1938 dem »Stab RFSS« zugeteilt)
15. パウル・クレーナー（Paul Körner）(1938 dem »Stab RFSS« zugeteilt)
16. アルフレート・ローデンビューヒャー（Alfred Rodenbrücher）(1938 dem »Stab RFSS« zugeteilt)
17. ヴィルヘルム・フォン・ホルツシューアー男爵（Wilhelm Freiherr von Holzschuher）(1938 dem »Stab RFSS« zugeteilt)
18. ヴィルヘルム・ケプラー (Stab RFSS)
19. ヨアヒム・フォン・リッベントロップ (1938 dem »Stab RFSS« zugeteilt)
20. マルティン・ボルマン (1938 dem »Stab RFSS« zugeteilt)
21. フリードリヒ・ヴェルナー・フォン・デア・シューレンブルク（Friedrich Werner von der Schulenburg）(1938 dem »Stab RFSS« zugeteilt)
22. フリッツ・ヴェヒトラー（Fritz Wächtler）(1938 dem »Stab RFSS« zugeteilt)
23. ヨアヒム・アルブレヒト・エッゲリンク (1938 dem »Stab RFSS« zugeteilt)
24. エルンスト・ヴィルヘルム・ボーレ (1938 dem »Stab RFSS« zugeteilt)
25. ヴィルヘルム・ラインハルト（Wilhelm Reinhard）(1938 dem »Stab RFSS« zugeteilt)
26. ヨーゼフ・ビュルケル (1938 dem »Stab RFSS« zugeteilt)
27. ユリウス・シャウプ (1938 dem »Stab RFSS« zugeteilt)
28. ハンス・ハインリヒ・ラマース (1938 dem »Stab RFSS« zugeteilt)
29. アルトゥール・ザイス＝インクヴァルト (1938 dem »Stab RFSS« zugeteilt)

### 親衛隊少将
1. ユリウス・シュレック (1937 posthum der 1. SS-Standarte »München« zugeteilt, die darauf hin den Ehrennamen »Julius Schreck« erhielt)
2. エルンスト・フォン・ヴァイツゼッカー男爵 (1938 dem »Stab RFSS« zugeteilt)
3. リヒァルト・ヘルマン（Richard Hermann）(1938 dem »Stab RFSS« zugeteilt)
4. ヴィルヘルム・ヴェルナー (1938 dem »Stab RFSS« zugeteilt)
5. ヘルマン・ハルム（Hermann Harm）(1938 dem »Stab RFSS« zugeteilt)
6. カール・ヴァイストール（Karl Weisthor）(1938 dem »Stab RFSS« zugeteilt)

### 親衛隊上級大佐
1. ハンス・バウア (1938 dem »Stab RFSS« zugeteilt)
2. クルト・シュミット（Kurt Schmitt）(1934 dem Oberabschnitt »Süd« zugeteilt)
3. ヴィルヘルム・ドレーアー（Wilhelm Dreher）(1934 der Abschnitt X zugeteilt)
4. ハンス・エゴン・エンゲル（Hans Egon Engell）(1934 dem Abschnitt XV zugeteilt)
5. ヒルドルフ・フォン・テュンゲン男爵（Hildolf Freiherr von Thüngen）(1938 der Stammabteilung 83 zugeteilt)
6. ヤーコプ・バッハ（Dr. Jakob Bach）(1938 dem »Stab RFSS« zugeteilt)
7. ウルリヒ・グラーフ (1938 dem »Stab RFSS« zugeteilt)
8. ウルリヒ・グライフェルト (1938 dem »Stab RFSS« zugeteilt)
9. ハンス・ヘルヴィヒ（Hans Helwig）(1938 der Stammabteilung 14 zugeteilt)
10. クリスティアン・ヴェーバー (1934 dem Oberabschnitt »Süd« zugeteilt)

### 親衛隊大佐
1. フリードリヒ・ヴェーバー（Dr. Friedrich Weber）(1934 der 34. SS-Standarte zugeteilt)
2. ルドルフ・ディールス (1934 dem Oberabschnitt »Süd« zugeteilt)
3. ヴィルヘルム・レーダー（Wilhelm Röder） (1934 dem Oberabschnitt »Süd« zugeteilt)
4. ヨハン・エンゲル（Johann Engel）(1934 dem Oberabschnitt »Ost« zugeteilt)
5. リヒァルト・アインシュペナー（Richard Einspenner）(1938 der Stammabteilung 9 zugeteilt)
6. ヨハン・マイアー（Johann Maier）(1938 der Stammabteilung 1 zugeteilt)
7. マックス・フンプス（Max Humps）(1938 der Stammabteilung 79 zugeteilt)
8. コンラート・ツァーン（Konrad Zahn）(1938 der Stammabteilung 32 zugeteilt)
9. ゲオルク・ハイツ（Georg Heitz）(1938 der Stammabteilung 62 zugeteilt)
10. フリードリヒ・フォン・ライツェンシュタイン男爵（Friedrich Freiherr von Reitzenstein）(1938 der Stammabteilung 34 zugeteilt)
11. フリッツ・ハウスマン（Dr. Fritz Hausamen）(1938 der Stammabteilung 62 zugeteilt)
12. リヒァルト・シュヴァルツコップフ（Richard Schwarzkopff）(1938 der Stammabteilung 45 zugeteilt)
13. エミール・モーリス (1938 dem Stab des Abschnittes I zugeteilt)
14. アルトゥール・フリデリツィ（Arthur Friderici）(1938 der Stammabteilung 69 zugeteilt)
15. ヴィリー・シェーン（Willy Schön）(1938 der Stammabteilung 7 zugeteilt)
16. オスカー・フォス（Oscar Voß）(1938 der Stammabteilung 6 zugeteilt)
17. グスタフ・アドルフ・ミュラー（Dr. Gustav Adolf Müller）(1938 der Stammabteilung 35 zugeteilt)
18. ユリウス・ラサク（Julius Lassak）(1938 der Stammabteilung 68 zugeteilt)
19. ノルベルト・シャルフ（Norbert Scharf）(1938 der Stammabteilung 5 zugeteilt)
20. マルティン・トーンデック（Martin Tondeck）(1938 dem »Stab RFSS« zugeteilt)
21. ヘルマン・ヘルテル（Dr. Hermann Haertel）(1938 dem »Stab RFSS« zugeteilt)
22. ヴィルヘルム・ディトイェン（Wilhelm Dittjen）(1938 dem »Stab RFSS« zugeteilt)
23. ハンス・フォン・ウスラー（Hans von Uslar）(1938 dem »Stab RFSS« zugeteilt)